# Alpenlanden

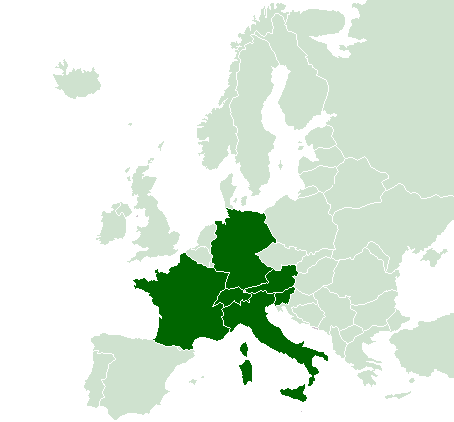
Alpenlanden

De Alpenlanden zijn in brede zin de landen die een deel van de Alpen, een Europees hooggebergte, binnen hun landsgrenzen hebben. Dit zijn de landen
- Duitsland
- Frankrijk
- Italië
- Liechtenstein
- Monaco
- Oostenrijk
- Slovenië
- Zwitserland

Deze acht landen zijn ook ondertekenaars van de Alpenconventie.